# Haapojärvi
Haapojärvi eller Alajärvi är en sjö i Finland. Den ligger i kommunen Ilomants i landskapet Norra Karelen, i den sydöstra delen av landet, 400 km nordost om huvudstaden Helsingfors. Haapojärvi ligger 144,8 meter över havet. Den är 9,83 meter djup. Arean är 2,09 kvadratkilometer och strandlinjen är 16,97 kilometer lång. Sjön  ingår i Vuoksens huvudavrinningsområde. 